# Леонтій Туркевич
Леонтій Туркевич (в миру Леонід Туркевич; 8 (21) серпня 1876, Кременець, Волинська губернія — 14 травня 1965, Сайосет, Нью-Йорк) — випускник Волинської семінарії та Київської духовної академії. Місіонер в Америці, митрополит всієї Америки й Канади Московської патріархії.

## Життєпис
Народився 8 серпня 1876 року в місті Кременець Волинської губернії в родині протоієрея Ієроніма Туркевича і Ганни Іваницької, доньки священника, що померла у 1879. Троє їхніх синів Бенедикт, Леонід і Веніамін виховувалися під суворим батьківським наглядом і отримали вищу духовну освіту, ставши сьомим поколінням священиків роду Туркевичів.
У 1885–1889 Леонід навчався в Кременецькому духовному училищі, в 1889–1895 — у Волинській духовній семінарії, а в 1896–1900 — в Київській духовній академії, яку закінчив зі ступенем кандидата богослов'я за спеціальне дослідження на тему «Книга пророка Авакума. Введення і екзегесіс».
5 жовтня 1900 призначений помічником інспектора Катеринославського духовного училища, а 4 липня 1902 — викладачем Обоянського духовного училища, де також виконував обов'язки доглядача.
У 1905 затверджений у чині титулярного радника і одружився з Ганною Червінською з родини священника.
26 вересня 1905 архієпископом Волинським Антонієм Храповицьким висвячений в сан диякона, а 28 вересня, в Почаївському монастирі — в сан священника. Призначений другим священником Кременецького Нікольського собору. Також був законовчителем Кременецького міського училища і викладав у Віталіївському жіночому училищі.

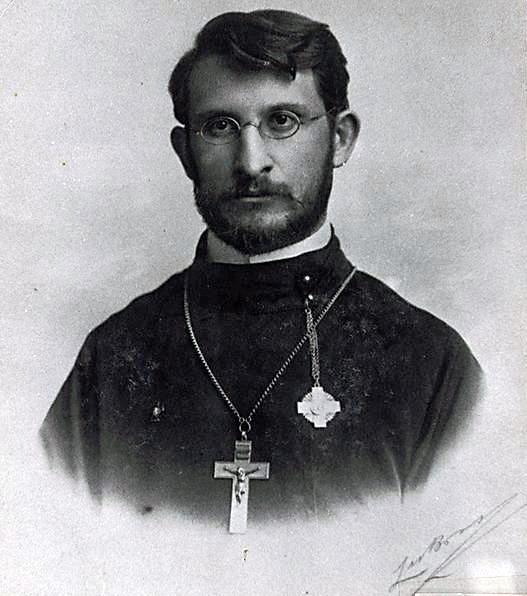
Леонід Туркевич, ректор Північно-Американської духовної семінарії

7 серпня 1906, за наполяганням архієпископа Алеутського Тихона Беллавіна призначений Святійшим Синодом виконуючим обов'язки ректора Північно-Американської духовної семінарії в Міннеаполісі, штат Міннесота.
У вересні прийнятий до складу Північно-Американської єпархії. Прибув на Американський континент 27 жовтня 1906.
У 1906–1912 — ректор духовної семінарії в Міннеаполісі, в 1912–1915 — в місті Бергенфільде, штат Нью-Джерсі.
З 1914 — видавець газети «Світло».
У 1914–1932 — редактор «Американського православного вісника».
З 1915 — член Єпархіальної ради, з серпня 1915 до червня 1933 — кафедральний протоієрей Свято-Миколаївського собору в Нью-Йорку.
У 1917–1918 представляв Північно-Американську єпархію на Всеросійському помісному соборі. Повернувся в США через Сибір і Японію.
Вів боротьбу за збереження єдності в єпархії, порушеної революцією. Один з організаторів Американського Собору 1924 року, ухвалив рішення про заснування автономії Північно-Американської митрополії.
У 1925 овдовів. Майже відразу ж йому було запропоновано прийняти єпископство, але спочатку він відмовився, посилаючись на необхідність виховувати п'ятеро дітей.
У 1933 році прийняв чернецтво з ім'ям Леонтій.
10 липня того ж року висвячений митрополитом Платоном Рождественським, єпископом Теофілом Пашковським і єпископом Алексієм Пантелєєвим на єпископа Чиказького.
На проведеному в листопаді 1934 Соборі, скликаному для обрання наступника померлого митрополита Платона Рождественського, багато хто вважав єпископа Леонтія найбільш підходящим кандидатом. Коли делегати Собору обговорювали належний порядок обрання Предстоятеля, єпископ Леонтій запропонував просто визначити старшого ієрарха, архієпископа Теофіла Пашковського, як Предстоятеля. На цю пропозицію делегати відповіли гучним криком «Аксіос», обравши таким чином архієпископа Теофіла.
У 1944 владика Леонтій очолював ювілейний комітет, що відзначав 150-річчя православ'я в Америці.
29 жовтня 1945 за поданням митрополита всієї Америки і Канади Теофіла Пашковського Архієрейський Синод РПЦЗ постановив возвести єпископа Леонтія в сан архієпископа. У листопаді 1945 Леонтій був возведений в сан архієпископа.
У листопаді 1946 Клівлендський (VII Всеамериканський) Собор, звернувся до Московського патріархату з проханням про відновлення відносин на умовах збереження широкої автономії. Прохання не було прийняте, а владика Леонтій встав проти зближення Американської митрополії як з Московським Патріархатом, так і з Синодом РПЦЗ.
Постановою Патріарха і Св. Синодом РПЦ від 12 грудня 1947 на Леонтія накладено заборону «за опір возз'єднанню з Матір'ю-Церквою та незаконне анафемствування архієпископа Макарія», возз'єднатися з Московською патріархією.

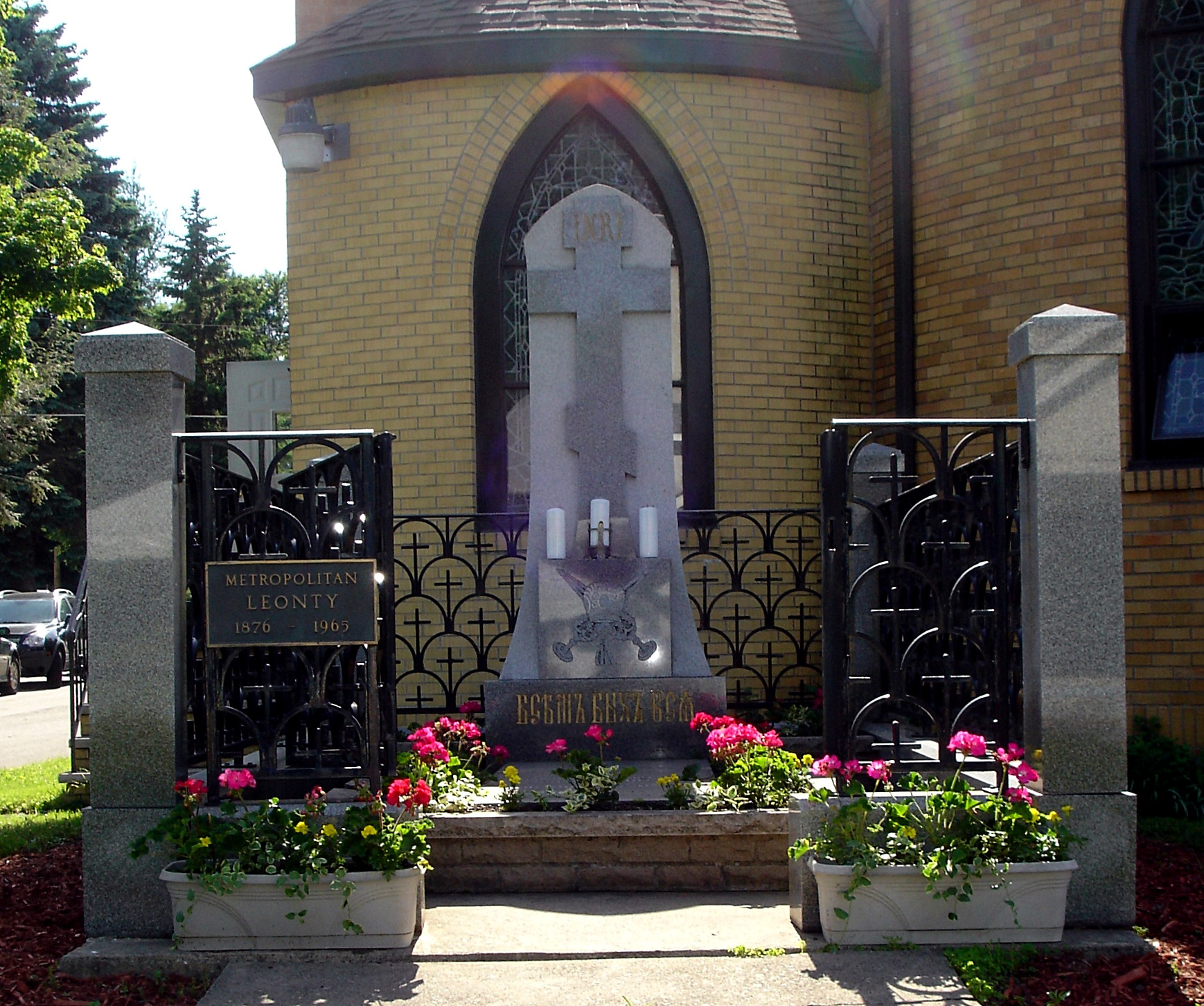
Могила митр. Леонтія в Тихонівському монастирі

У 1950, після смерті митрополита Теофіла Пашковського, на VIII Нью-Йоркському Всеамериканському Соборі Леонтія обрано главою Православної Церкви в Америці і зведено в сан митрополита всієї Америки і Канади.
11 грудня 1950 в Нью-Йорку відбулася зустріч митрополита Леонтія з Першоієрархом РПЦЗ Митрополитом Анастасієм Грибановським і єпископатом Північно-Американської митрополії і Російської православної церкви закордоном. Згідно з офіційним протоколом Архієрейського Собору Російської православної церкви закордоном, «На нараді було одностайно визнано, що сумний факт церковного поділу завдає істотної шкоди найсвятішій справі Христової Церкви: послаблює проповідь православ'я, підриває церковну дисципліну і почуття відповідальності у служителів церкви, викликає спокусу у віруючих, применшує престиж церкви у світі і ускладнює справу боротьби з войовничим безбожжям. Було одностайно встановлено, що церковне об'єднання є необхідним». У протоколі також говориться, що «Після обговорення практичних шляхів для церковної єдності ієрархи Російської зарубіжної церкви спільно з ієрархами Американської Митрополії, одностайно визнали, що найбільш доцільним для даного часу є збереження існуючих організацій Російської православної церкви закордоном і Американської Митрополії, які будуть існувати паралельно, але перебувати в тісній братерській співпраці між собою, скликаючи періодично наради ієрархів обох церковних організацій для вирішення загальних або спірних питань з твердою надією, що подальші шляхи до тіснішого канонічного возз'єднання з Божою допомогою будуть вказані самим життям».
Незважаючи на спільні зусилля з утвердження братніх відносин, шляхи Російської зарубіжної церкви і Американської Митрополії залишились розрізненими.
У 1954 удостоєний ступеня доктора богослов'я.
Помер 14 травня 1965 в місті Сайосет. Похований в Тихонівському монастирі.
14 травня 2015 у Свято-Тихонівській семінарії Православної церкви в Америці пройшов симпозіум, присвячений життю і служінню митрополита Леонтія Туркевича.

## Твори
- Книга пророка Аввакума. Введение и экзегесис, кандидатская диссертация, 1900.
- Краткий очерк истории Русской Православной Церкви в Америке. — Питтсбург. — 1928
- «Brief an M Evlogij (Georgievskij)», Церковный Вестник Западно-Европейской Епархии, 1934, № 8, 8-10.
- Жизнь и труды высокопреосвященнейшего митрополита Леонтия, Нью-Иорк, 1969
- «Религиозные мотивы в творчестве А. С. Пушкина», Сборник статей иерархов Русской Православной Церкви об А. С. Пушкине, Изд. AARDM, 1986.
- Лик Пушкина: Речи, читанные на торжественном заседании Богословского института в Париже, 2-е изд., Париж, YMCA-Press, 1977.
- «The Seven Gifts. Address on the occasion of the elevation to the rank of Archpriest of Fr Alexander Schmemann (1953)», St. Vladimir's Theological Quarterly, vol. 28, No. 1, 1984, 25-31 [Архівовано 16 травня 2021 у Wayback Machine.]
- «Prayer for the Military» [Архівовано 9 березня 2021 у Wayback Machine.]